# Ganes
Le Ganes sono un trio musicale pop italiano, originario di La Valle in Val Badia. Le loro canzoni sono tutte quante cantate in ladino badioto a eccezione di alcune che sono in inglese.

## Discografia
- 2010: Rai de sorëdl (Sony Music)
- 2011: Mai guai
- 2012: Parores & Neores
- 2014: Caprize
- 2016: An cunta che

## Formazione
- Elisabeth Schuen – voce
- Marlene Schuen – voce
- Maria Moling (fino al 2017) – voce
- Natalie Plöger (dal 2018) – voce

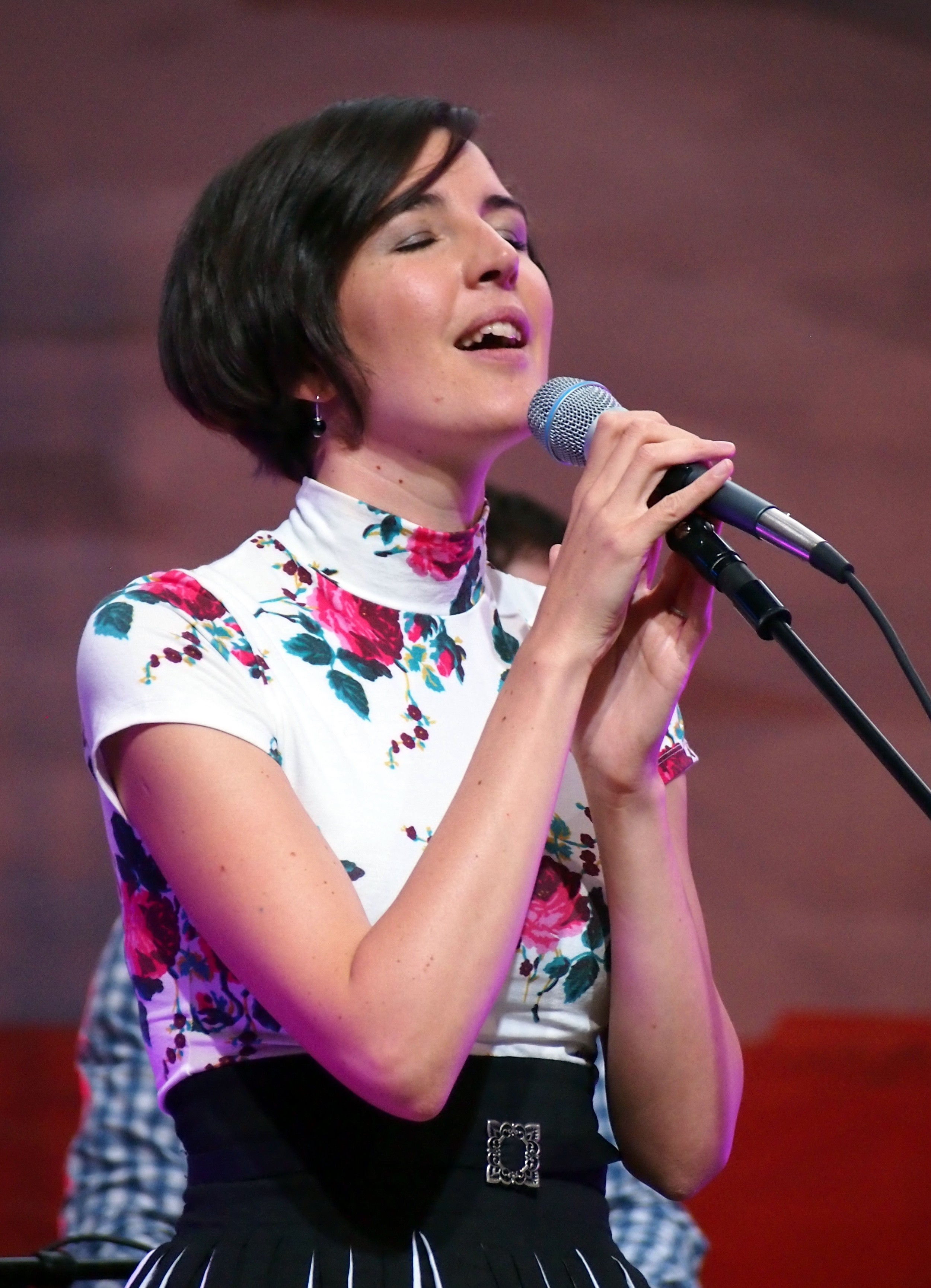
Elisabeth Schuen
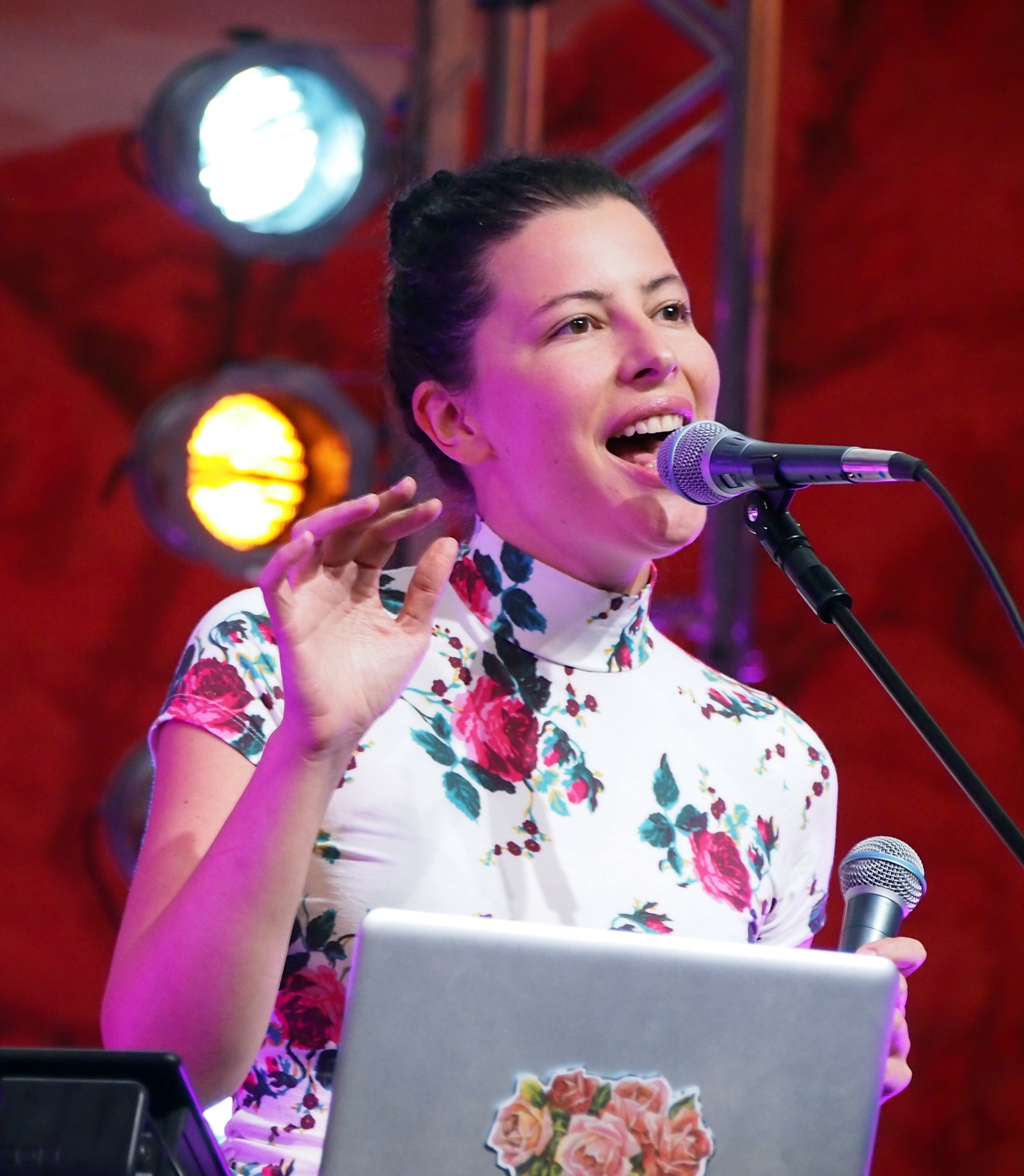
Marlene Schuen
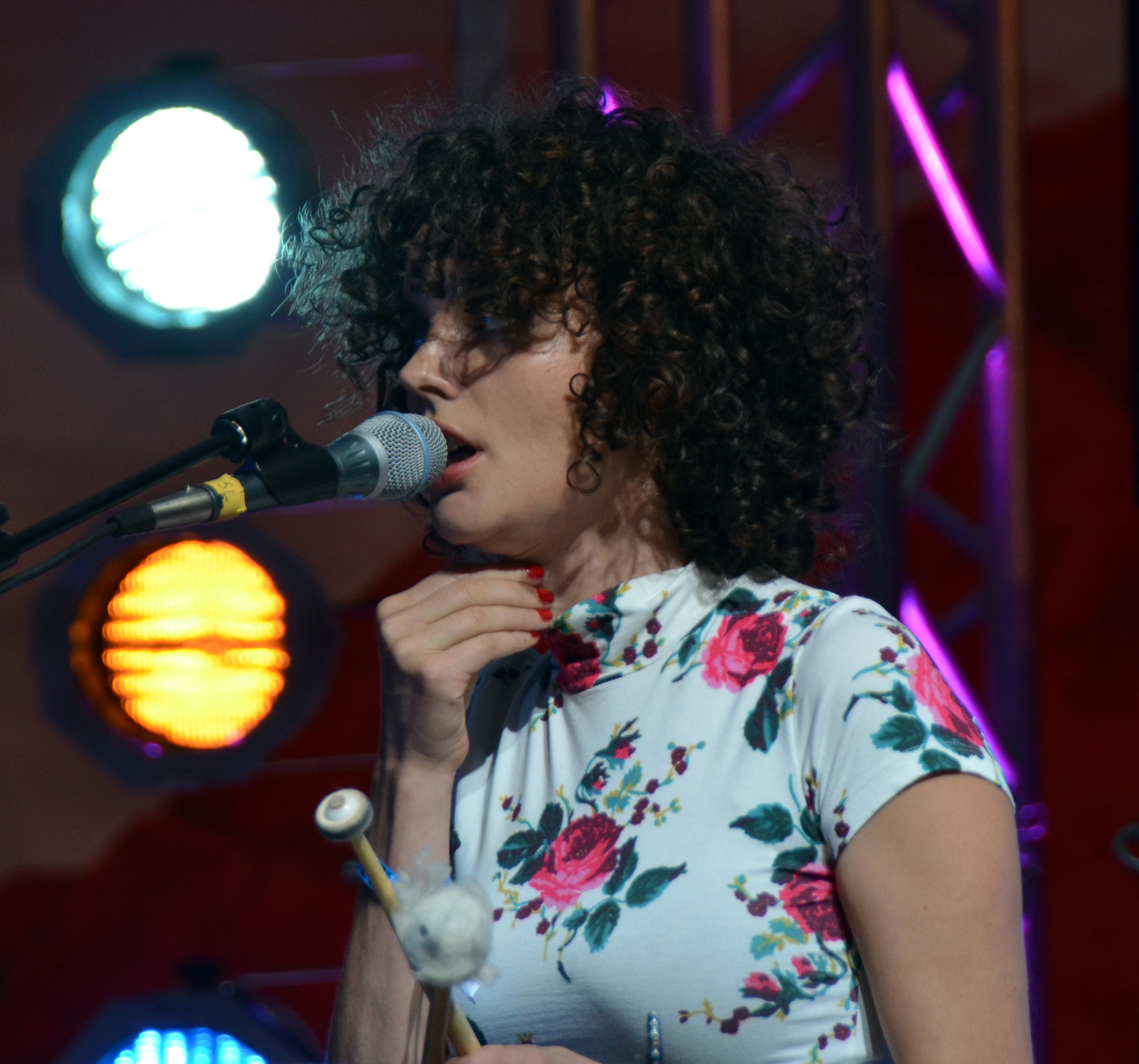
Maria Moling
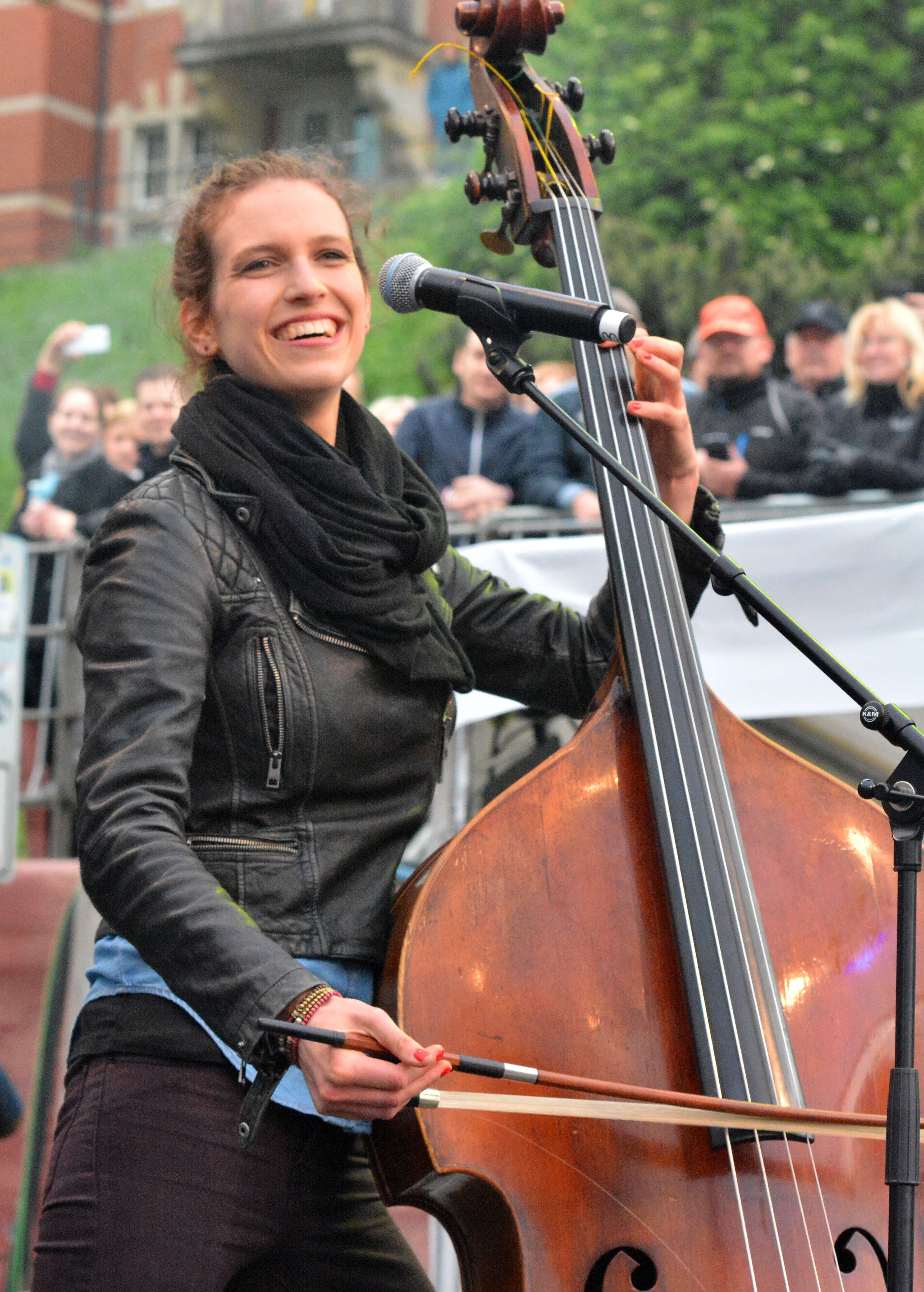
Natalie Plöger